# Carl Jonas Love Almqvist

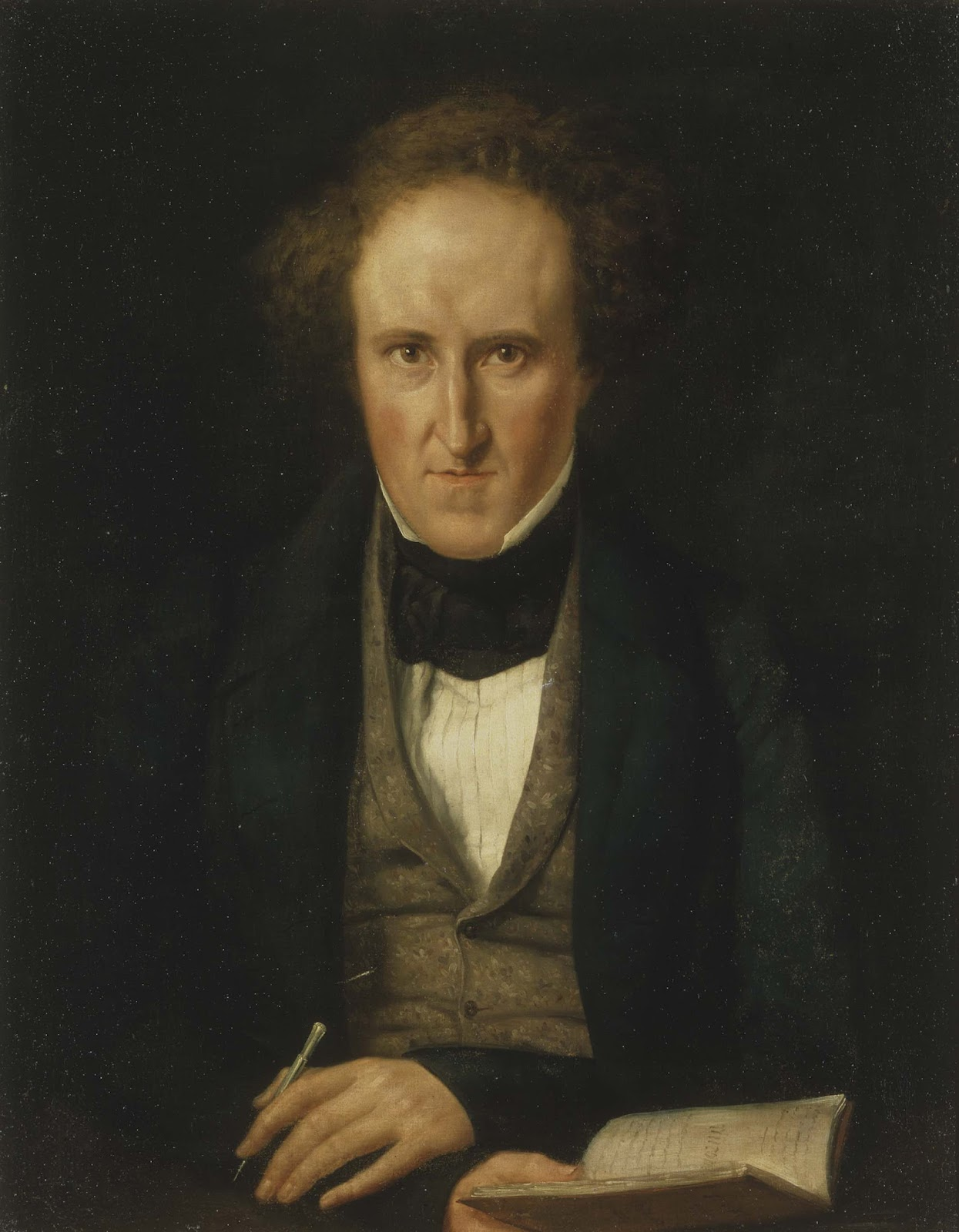
Carl Jonas Love Almqvist

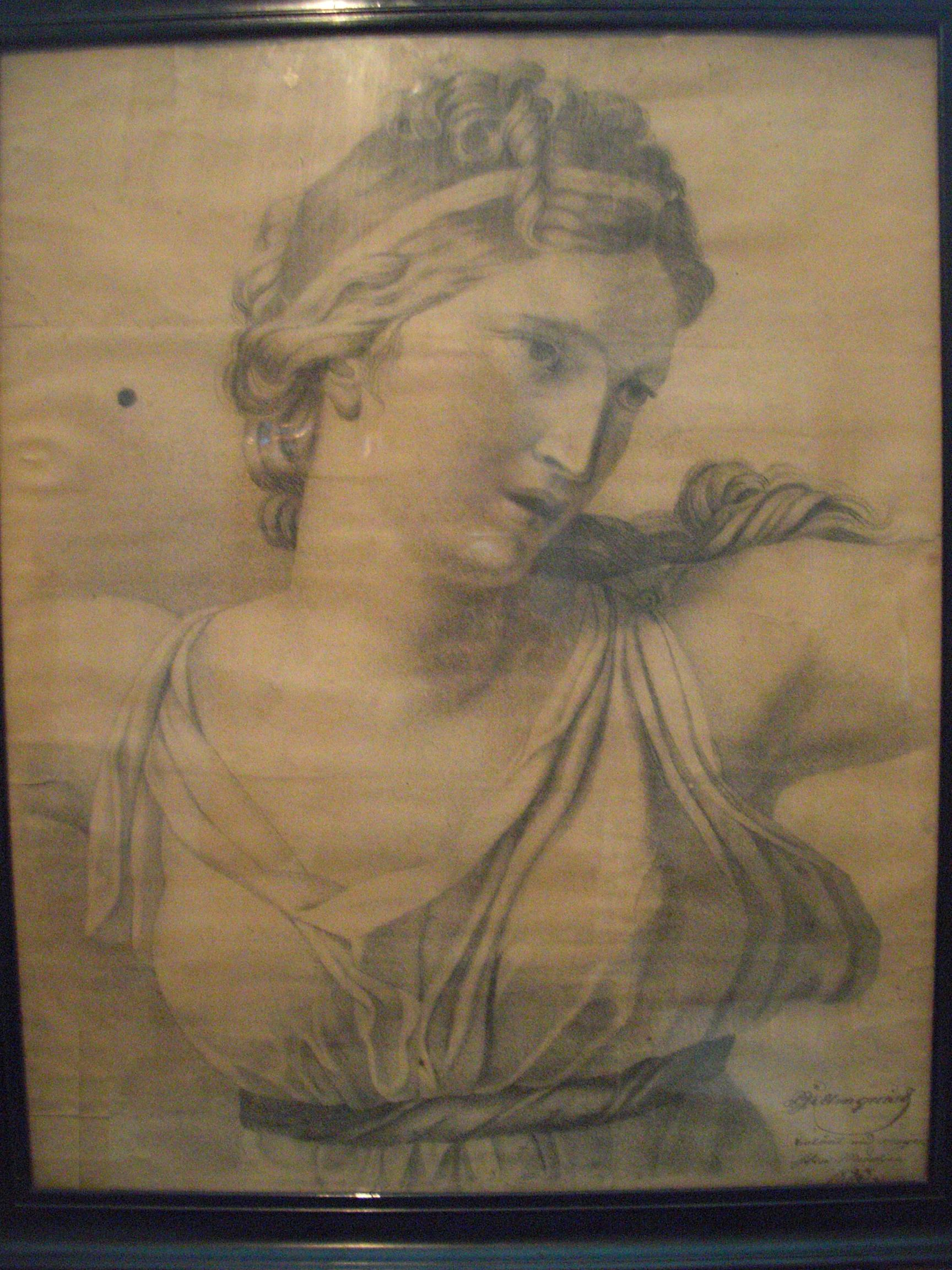
Geschilderd door Almqvist, 1823

Carl Jonas Love Almqvist (Stockholm, 28 november 1793 — Bremen, 26 september 1866) was een romantisch dichter, feminist, realist, componist, sociaal criticus en reiziger. Hij wordt gezien als een van de belangrijkste Zweedse sociale hervormers van de 19e eeuw.
Almqvist schreef een groot aantal boeken en gedichten. Hierin verkondigde hij vaak zijn radicale meningen over de maatschappij en politiek. Dit leverde hem veel weerstand op van mensen en instellingen die hem als een gevaarlijke revolutionair beschouwden. Hij werd ervan beschuldigd een vage bedrijfskennis met arseen geprobeerd te hebben te vermoorden. Of hij schuldig was, is nooit bekend geworden, maar in paniek vluchtte hij naar de Verenigde Staten, waar hij de meeste van zijn laatste jaren doorbracht. Daar nam hij een nieuwe identiteit aan en trouwde.
In 1865 keerde hij naar Europa terug, nam een andere identiteit aan en stierf in Duitsland het jaar daarna.

## Werk
- 1817 - Parjumouf Saga ifrån Nya Holland. Het is de eerste Zweedse roman die zich afspeelt in Australië (dat Nya Holland, of New Holland, en ook Ulimaroa wordt genoemd)
- 1834 - Drottningens Juvelsmycke
- 1838 - Det går an. Vertaald als: Waarom niet!. Amsterdam: Meulenhoff, 1982 ISBN 90-290-1498-9
- 1839 - Ormus och Ariman
- 1839 - Om poesi i sak
- 1839 - Amorina eller historien om de fyra
- 1841-1842 - Gabriele Mimanso. Vertaald als: Gabriele Mimanso. Eene geschiedenis uit den tijd van den aanslag in den jare 1840 tegen het leven van Louis Philippe, koning der Franschen. Eerste deel; Tweede deel; Derde deel. Amsterdam: M.H. Binger, 1843
- 1854 - Svensk Språklara

- Bibsys: 90064840
- Biblioteca Nacional de España: XX1399325
- Bibliothèque nationale de France: cb11888546z (data)
- CiNii: DA09341441
- Gemeinsame Normdatei: 119195364
- International Standard Name Identifier: 0000 0001 2133 3531
- KulturNav: f230371c-b1c9-4938-84c6-bba0e668e52d
- Library of Congress Control Number: n84014147
- Nationale Bibliotheek van Letland: 000007329
- MusicBrainz: 24c4c079-e0fa-4a5e-92c7-f25f92cfa023
- Nationale Bibliotheek van Tsjechië: xx0002417
- Nationale bibliotheek van Australië: 35003849
- Nationale Bibliotheek van Israël: 987007422543305171
- Nationale Bibliotheek van Polen: a0000002586875
- Nederlandse Thesaurus van Auteursnamen: 068937245
- Réseau des bibliothèques de Suisse occidentale: 02-A002921009
- Istituto Centrale per il Catalogo Unico: LO1V138414
- LIBRIS: 35169
- SNAC: w60k2qm6
- Système universitaire de documentation: 026683148
- Trove: 785976
- Union List of Artist Names: 500224481
- Virtual International Authority File: 54143513
- WorldCat: E39PBJr7YCRVckwCC4xXdmHwG3